# Peristaltik
Peristaltik er tarmens bevægelser, der transporterer den fordøjede føde (afføring) gennem tarmkanalen. Peristaltikken styres af det autonome nervesystem.
| Fysiologi | Spire Denne artikel om fysiologi er en spire som bør udbygges. Du er velkommen til at hjælpe Wikipedia ved at udvide den. |